# Schopfloch (Baviera)
Schopfloch è un comune tedesco di 2 918 abitanti, situato nel land della Baviera.